# 長束恭行
長束 恭行（ながつか やすゆき、1973年1月9日 - ）は、日本出身のスポーツライターである。愛知県名古屋市生まれ。血液型O型。

## 略歴
高校時代から視聴者参加型クイズ番組に多く出場し、同志社大学経済学部在学中にクイズ研究会を設立。『1億2000万人のクイズ王決定戦』で決勝進出2回、準優勝1回。『史上最強のクイズ王決定戦』では準決勝進出2回、全国選抜大会で3位。特に『史上最強のクイズ王決定戦』の第9回大会における西村顕治との早押しクイズでの激闘が有名。1992年に行われた日本学生クイズ連盟主催のオープン大会『第10回マン・オブ・ザ・イヤー』に優勝し、この年の学生クイズ王となった。
東海銀行（現・三菱UFJ銀行）行員時代の1997年にクロアチアで行われたUEFAチャンピオンズリーグの試合を見たことでサッカーに対する感銘を覚える。その後スポーツライターとしてクロアチアと日本を往復する生活を繰り返し、2001年から同国首都・ザグレブ在住となる。ザグレブ大学クロアチア語コースを修了。
ザグレブ在住となった時から現地のスポーツ専門サイトのカメラマンとして活動するほか、サッカー雑誌の記事執筆、やべっちFC～日本サッカー応援宣言～（テレビ朝日）のクロアチア代表偵察要員としての出演など、多方面で活躍。2003年4月には、バスケットボール男子日本代表監督ジェリコ・パブリセヴィッチの通訳を務めた。
クロアチアからリトアニア（2011年 - 2015年）、ブルネイを経て、2019年から日本国内に在住。2018年に上梓した「東欧サッカークロニクル」で2018年度第29回ミズノスポーツライター賞を受賞。

## 著書
- 「旅の指さし会話帳 (73) クロアチア」ISBN 978-4795833531（情報センター出版局 2007年2月）
- 「日本人よ!」ISBN 978-4105055714（イビチャ・オシムへのインタビューを元に構成、新潮社 2007年6月）
- 「東欧サッカークロニクル」ISBN 978-4862554680（カンゼン 2018年5月）：2018年度第29回ミズノスポーツライター賞受賞作[5]
- 「ルカ・モドリッチ自伝 マイゲーム」ISBN 978-4491041001 (東洋館出版 2020年5月）
- 「もえるバトレニ」ISBN 978-4905349709 (ソル・メディア 2023年5月）